# 永保寺
永保寺（えいほうじ）は、岐阜県多治見市虎渓山町にある臨済宗南禅寺派の寺院。山号は虎渓山（こけいざん）。南禅寺塔頭の正的院の末寺である。
雲水の修行道場（僧堂）である虎渓山専門道場を併設している。

## 歴史
1295年頃、鎌倉の地で夢窓疎石と元翁本元(佛徳禅師)が修行し、また土岐頼貞との接点が生まれた。
1311年悟後の修行のため甲斐の龍山庵（浄居寺）に一時隠棲していた夢窓疎石は、
正和元年(1312年)元翁本元とともに元翁の故郷である三河の大徳寺に逗留した。
正和2年(1313年)土岐頼貞の招きにより、頼貞の父・土岐光定（1281年4月8日没）の三十三回忌を定林寺で厳修した。
その後、土岐頼貞の別邸または砦があったと推察される長瀬山の麓に、元翁本元(佛徳禅師)・不二■門・祖用ら7～8人と伴に庵を結んだ。
文化3年（1806年）刊の『虎渓山略縁起一人案内』によれば、正和2年（1313年）6月18日に長瀬山の麓を目指していた夢窓一行が道に迷い、白馬に乗った女性に道を尋ねたが返事が無かった。
そこで夢窓は「空蝉（うつせみ）の もぬけのからか 事問えど 山路をだにも 教えざりけり」と歌を詠んだ。すると女性は「教ゆとも 誠の道はよもゆかじ 我をみてだに 迷うその身は」と返歌して忽然と消え失せ、付近の補陀岩上に一寸八分の観世音菩薩像が出現した。夢窓はこの観世音菩薩像を本尊とし、
正和3年（1314年)に水月場（観音堂、国宝）を建立した。
当初「古渓」と称していたが、後に中国廬山の虎渓（虎溪）に因み「虎溪山（虎渓山）」と称するようになった。
廬山虎渓の風致が当地に似ているとする記述も見られるが、夢窓が渡航した記録は無く、むしろ鎌倉建長寺の中国僧一山一寧のもとで修行していたことにより、当時の廬山での禅修行の風致を虎渓山に求めたものと推察される。
1317年に夢窓は京都の北山に隠棲、更に土佐へ移り、1319年には鎌倉へ、1325年に後醍醐天皇の命により南禅寺第9世として南禅寺に住持することとなる。一方、元翁本元は夢窓の去った虎渓の地を守り暫く留まっていたが、1329年には南禅寺第11世として南禅寺に住持した。
元翁本元が南禅寺に住持している時、後醍醐天皇の皇子世良親王の帰依を受けていたが、親王亡き後、後醍醐天皇が親王の御所を臨川寺とし、元翁本元を開山として迎えることとなった。
この時点では虎渓山開山は夢窓疎石であり、臨川寺開山が元翁本元であるが、南北朝争乱により後醍醐天皇は隠岐に流され、元翁と臨川寺は外護者を失うこととなり、元徳3年（1331年）元翁は南禅寺を去り、翌正慶元年（1332年）に没した。
後醍醐天皇は1333年に京都に戻り、夢窓疎石を再び南禅寺の住持に迎えるとともに、改めて臨川寺の開山とした。これにより、当初夢窓を開山とした虎渓山永保寺は夢窓疎石を開創とし、元翁本元を開山とするようになった。
後醍醐天皇による建武の新政は足利尊氏によりわずか2年で失敗に終わり、光明天皇が擁立されて南北朝となり、
暦応元年（1338年）に足利尊氏が征夷大将軍となった。
永保寺は暦応2年（1339年）に北朝の光明天皇勅願所とされ、経済的基盤が確立するとともに、開山元翁本元の門派が一流相続する独立的存在の門徒寺とされた。
永保寺の歴代は3世の果山正位以後、14世の雪庭永立（1554年没）までが塔頭の保寿院世代と同一であり、その後320年間にわたり塔頭寺院による輪番で護持されてきた。
天保元年（1830年）、開山仏徳禅師500年遠諱の際、春応禅悦により僧堂が開かれるが、明治初めの社寺上知令により衰退した。
明治8年（1879年）永保寺独住1世として保寿院24世の蕙芳惠薫が任命され、
明治14年（1881年）開山仏徳禅師550年遠諱の際に、柏樹軒潭海玄昌を永保寺住持に迎え僧堂を再開した。
これ以後、僧堂師家が永保寺住職を務めている。

## 境内

### 観音堂（国宝）
本堂である観音堂は、正和3年(1314年)の創建である。唐様建築の特徴と、平安時代から引き継いだ和様の折衷様式であり、
一重裳階（もこし）付きの方五間重層屋根入母屋造檜皮葺の仏殿である。「水月場」とも称し、本尊の聖観世音菩薩坐像(毎年3月15日公開)が安置されている。
身舎は方三間（間口、奥行ともに柱間が3間）で、その周囲に裳階を設けている。一重裳階付の外観、軒反りが強い屋根の形状、桟唐戸、柱間上方の弓欄間など禅宗様の要素が強い一方で、以下のような和様の要素も混在する。
禅宗様では床は石敷き、天井は化粧屋根裏（天井板を張らず、構造材をそのまま見せる）とする例が多いが、この建物では床は板床、天井は板張りの鏡天井としている。柱上の組物は、禅宗様では複雑な「三手先」とする例が多いが、本建物では身舎が「出組」、裳階が「出三斗」という、外側への出の少ない簡素なものを用いている。
禅宗様では「詰組」といって、柱と柱の間にも密に組物を配するのが通例だが、本建物の組物は柱の上のみに配置する。裳階は正面側一間通りを吹き放し（柱間に壁や扉を入れず開放とする）とするが、これも禅宗様仏堂としては異例である。
以上のように、本建物は外観は禅宗様を基調としつつ、細部には和様の要素が濃い特異な建築である。軒裏は垂木を見せない「板軒」とするのも珍しい手法である。
昭和27年(1952年)に国宝に指定された。

### 開山堂（国宝）
南北朝時代の文和元年(1352年)の創建で、代表的な唐様建築で入母屋造檜皮葺き。永保寺開創の夢窓国師および開山仏徳禅師の頂相が安置されている。
祠堂と礼堂と合の間の三棟が併わされた建物で、外陣方三間・単層屋根入母屋・檜皮葺・内陣桁行三間・梁間三間・重層屋根・入母屋・檜皮葺で後の八棟造の先駆をなすもので、霊廟造の基礎となったものである。
方一間（間口、奥行ともに柱間が1間）裳階付きの祠堂の前に方三間の昭堂（外陣、礼堂）が建ち、これらを相の間でつないで1棟とする特異な形式である。
昭堂の奥に前述の祖師の頂相を安置し、奥の祠堂には開山の元翁本元の墓塔である石造宝篋印塔を安置している。宝篋印塔は昭和30年(1955年)に国宝に指定された。
昭堂は三手先の組物を詰組（柱と柱の間にも密に組物を配する）とし、垂木を扇垂木（隅の垂木を放射状に配置する）とし、堂内は石敷きの土間に化粧屋根裏とするなど、本格的な禅宗様の意匠になる。
観音堂と共に国宝である。本尊の地蔵菩薩は、六角堂に安置されている。

### 六角堂
四尺六角であるが、創建時期は不明。本尊の地蔵菩薩は鎌倉時代の作である。

## 文化財

### 国宝
- 観音堂[3] – 解説は前出。
- 開山堂 附:石造宝篋印塔[4] – 解説は前出。

### 重要文化財
- 絹本著色千手観音図　宋

絹本画で、長さ6尺余、幅3尺5寸、仏身3尺5寸で描かれて着色されている。中国の唐の呉道玄(呉道子)による大作で、国の重要指定文化財となっている。

### 名勝
- 永保寺庭園[5]

### 県指定
- 木造聖観世音菩薩坐像[6] - 観音堂に安置する本尊仏
- 塑造僧形坐像（伝・仏徳禅師像） – 開山堂安置
- 釈迦涅槃図[7]
- 夢窓国師筆「春帰家」[8]
- 仏徳禅師筆[9]「仏鑑」[10]
- 仏徳禅師筆「吹毛不曽動」
- 仏徳禅師筆遺偈[11]
- 虎渓山1号古墳[12]

### 市指定
- 絹本着色十六善神図
- 木造千躰地蔵 – 霊擁殿(六角堂)内
- 古位牌群170基 – 観音堂・開山堂内
- 陶製燈篭
- 虎渓山4号古墳
- 虎渓山自然林
- 虎渓山シデコブシ群生地
- イチョウ
- 虎渓山永保寺文書(中世文書35点・近世文書294点)
- 境内　多治見市指定名勝

### ギャラリー

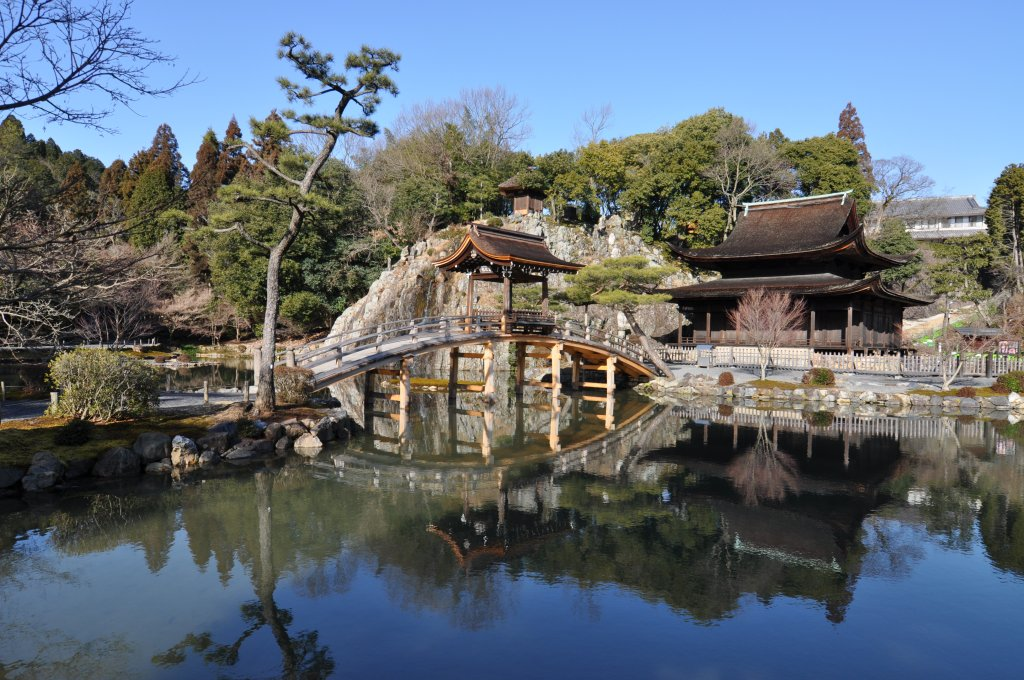
国の名勝「永保寺庭園　無際橋」
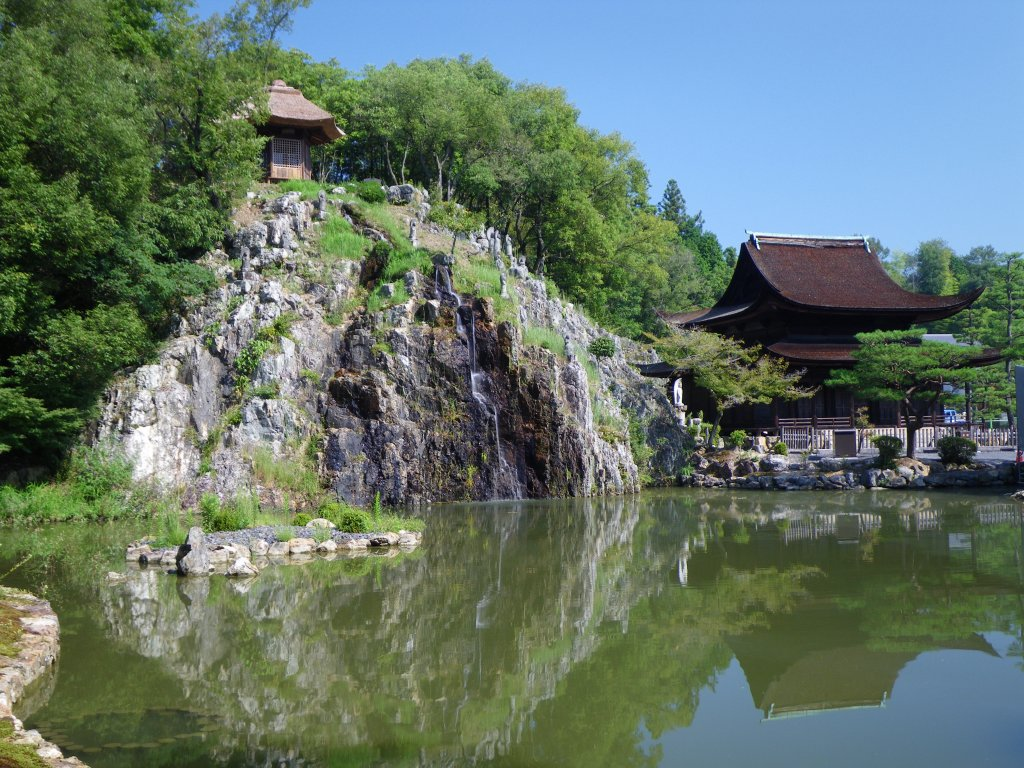
国の名勝「永保寺庭園　梵音巌」
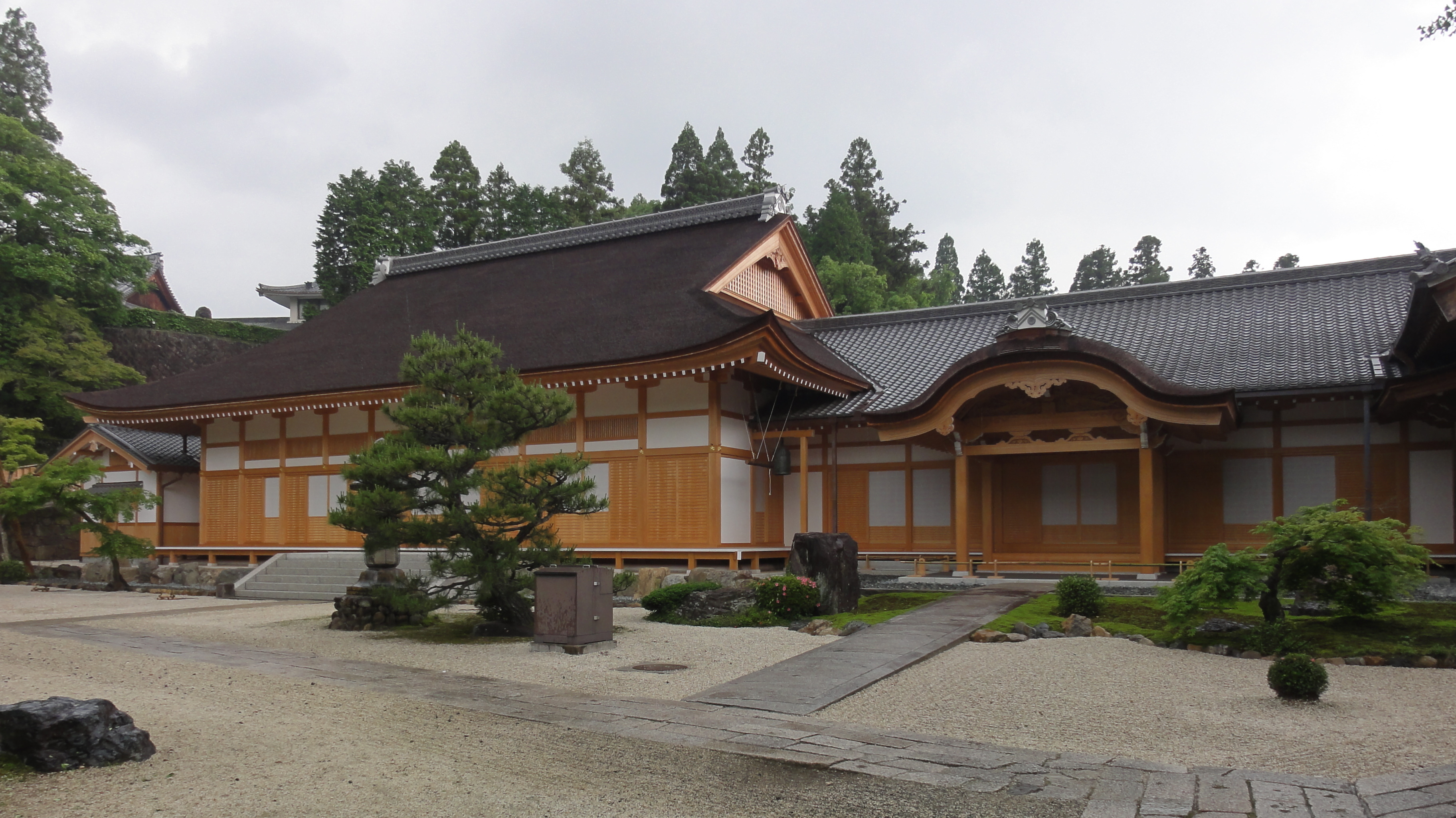
方丈

## 塔頭

### 登僊嶺 保壽院
(本尊:釈迦如来)　永保寺の塔頭の中で最も早く、永保寺三世の果山正位によって開かれている。
寺伝によれば江戸時代に度々荒廃して再興されたという。
寛政元年(1789年)、二十一世の鐡心明篤が来住した時は著しく荒廃しており、その様子を鐡心明篤が以下の様に記している。
「寛政元酉六月 当山来住 当院大破却爾ニシテ 上モリ 下穴アキ ヲ留ル所無シ 此二ヲイテ日夜辛苦シテ見ル人涙落ッ 幸ニ 旦那 加藤彦左右衛門 専助・元助・治助・吉兵衛等 力ヲ合セテ、ヨウヤク屋根ノモリヲサシテ、托鉢三昧ニテ、寒冬熱夏ヲ送リ、人ノ住ミ荒シテ、年久ウ成ケレバ、庭ニワ草深、軒ニワ忍成レリ、簾絶ヱ●露シテ、風雨ノタヱヨウモナシ」
托鉢すること二十余年にして、ようやく再興されたという。この中に登場する加藤彦左右衛門は、多治見の陶祖の加藤景増の後を嗣ぐ窯元であり、
専助・元助・治助らは、当時の多治見村の村役人である。
保壽院の十九世の性天祖命は南禅寺塔頭の正的院に住しており、その法嗣が二十世の萬岳明拙で南禅寺僧堂の師家となっている。
多治見市十九田町には、保壽院別院がある。当初虎渓山の布教所(虎渓教会)として設立された。 千手観音立像を本尊とし、脇仏として三十三観音が祀っている。
平成元年(1989年)に宗教法人保壽院が、宗教法人虎渓教会を吸収合併し、現在は保壽院別院として運営している。
また多治見市脇之島町の二福寺は保壽院の末寺である。
- 虎渓山　登僊嶺　保壽院

### 東雲峰 続芳院
(本尊:釈迦牟尼仏)　永保寺三世の果山正位の法孫の玉霄正賝の開山である。当初は永保寺隠寮の裏にあったと伝わる。
開創当初は「続芳庵」と称しており、文政11年(1828年)、天保11年(1840年)の「七年目人別帳」にも庵と記されている。
嘉永年間(1848～1855年)に類焼に遭い焼失した。
明治43年(1910年)、十九世の養山文育の代に現在地に移転し再興された。

### 慈雲峰 徳林院
(本尊:聖観音菩薩)　永保寺三世の果山正位の法孫の天霖正濡の開山である。
開創当初は「徳林庵」と称しており、文政11年(1828年)、天保11年(1840年)の「七年目人別帳」にも庵と記されている。
寛文年間(1661～1673年)、六世の高岳祖昌は、土岐市の長養寺を中興した。
嘉永年間(1848～1855年)に類焼に遭い焼失した。
明治9年(1876年)、十七世の貫道禅旨の代に再興された。
本堂に安置されている毘沙門天尊像は、開運の祈祷仏として信仰され近郊からの参詣者が多い。
毘沙門天は梵語であまねく聞くということから多聞天とも言われ、北方世界を護る神ともされている。

## 末寺
上記の塔頭寺院も含む。
- 保壽院別院(岐阜県多治見市十九田町)
- 奥蔵寺(岐阜県多治見市上野町5)
- 普門寺(岐阜県多治見市大針町)
- 永見寺(岐阜県瑞浪市山田町)
- 荘福寺(岐阜県養老郡養老町高田)
- 政松寺(愛知県瀬戸市)
- 大徳寺(愛知県新城市鳳来町)
- 賢居院(愛知県新城市鳳来町)

### 虎渓山三六景
- 漸入佳境
- 水牛岩・独立岩
- 独木橋
- 瑞霊岩
- 華蔵庵
- 天厨院
- 海珠堂
- 臥龍池
- 無際橋
- 霊庇廟
- 廻欄柱
- 亀島・鶴島
- 白蓮池
- 楓樹林
- 水月場
- 梵音巌
- 霊擁殿
- 桃源水
- 僊壺堂
- 盤礴庵・大包庵・褒勝閣・櫓待閣
- 五老峰
- 三笑橋
- 多宝塔
- 東西蔵
- 鳥道・秘宝岫・玄路
- 座禅石
- 龍浮淵・仏窟岩
- 十八灘
- 金屏林
- 指天石
- 龍浮洞
- 阿曽ヶ淵

## その他
2003年9月10日、本堂、大玄関、庫裏が火災で焼失。2007年8月29日、庫裏（約520m2）が再建され完成式が行われた。また、一般に本堂と呼ばれる方丈華藏庵と唐破風の大方玄関は平成23年4月18日に竣工した。

## 所在地
- 岐阜県多治見市虎渓山町1-40

## 交通機関
- JR中央本線・太多線 多治見駅・多治見駅前バスターミナルから東鉄バス・小名田線「虎渓山」下車、徒歩で約10分

## 周辺
- 虎渓公園
- 岐阜県東濃西部総合庁舎
- カトリック神言修道会多治見修道院
- 虎渓町